# Atraco del Banco de comercio El Salvador (1994)
El Atraco del Banco de comercio El Salvador fue un hecho ocurrido el 22 de junio de 1994 en la capital Salvadoreña de San Salvador. El robo a acontecido alrededor de las 8:30 a. m. y causó la muerte de al menos 4 personas.

## El Ataque
Un camión blindado que iba rumbo hacia el banco a dejar un cargamento de dinero fue detenido por un grupo de 12 personas vestidos con uniformes de policía. después de eso dichos asaltantes empezaron a atacar el camión disparandolo con rifles de asalto M16 para posteriormente, atracarlo, esto hizo que los asaltantes lograran obtener una gran cantidad de 1 million de colones (fuentes han afirmado que han robado alrededor de $24 mil millones), después de eso, arrojaron una Granada adentro del banco y empezaron a disparar a los guardias de seguridad y a las personas que se acercaban. el hecho fue grabado todo en Cámara.

## Los Perpetradores
Se desconocen los asaltantes, sin embargo, se ha teorizado que los asaltantes fueron un grupo de veteranos de la guerra civil de El Salvador aunque no se ha comprobado. Esta tragedia occurio en el mismo mes que Armando Calderón Sol asumiera la presidencia, se rumoreaba que los actores del hecho pudieron ser capturados para luego ser traslados a los penales y luego estuvieron en libertad condicional.